# テオ・フォルネ
テオ・フォルネ（Théo Forner、2001年10月17日 - ）は、トップ14USAペルピニャンに所属するラグビー選手。

## プロフィール
- フランス出身[1]。
- ポジションはウィング(WTB)。
- 身長 180cm、体重 80kg

## 略歴
2022年、USAペルピニャンに加入。
2024年、2024パリ五輪の7人制フランス代表に選ばれて金メダル獲得。